# Hessa al-Jaber

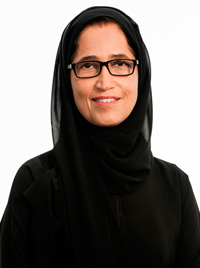
Hessa al-Jaber (2014)

Hessa al-Jaber, auch Al Jaber, (arabisch حصة الجابر, DMG Ḥiṣṣa al-Ǧābir; geboren am 15. Juli 1959 in Doha, Emirat Katar) ist eine katarische Ingenieurin, IKT-Spezialistin, Politikerin und Mitglied in Überwachungsgremien. 
Sie war von Juni 2013 bis Januar 2016 die erste Ministerin für Informations- und Kommunikationstechnologie in Katar und erst die dritte Frau im Emirat, die eine Führungsposition als Ministerin einnahm. Sie ist zudem die erste Frau, die den Staat Katar im Aufsichtsrat eines internationalen Konzerns vertritt.

## Ausbildung
Hessa al-Jaber hat 1976 bis 1981 an der Universität Kuwait Ingenieurwissenschaften studiert und mit einem Bachelor abgeschlossen. Von 1984 bis 1986 absolvierte sie ein Masterstudium an der George Washington University in Washington, D.C., wo sie im Anschluss auch promovierte und 1990 einen Ph.D in Informatik erwarb. Anschließend kehrte sie nach Doha zurück.

## Beruf und Wirken
Hessa al-Jaber gilt als ausgewiesene Technologieexpertin im Bereich der Informatik und Telekommunikation. Ab 1990 war sie 10 Jahre als Dozentin an der Universität von Katar tätig, wo sie in ihrem Fachbereich die einzige Dozentin war. Von 1997 bis 2000 leitete sie den Fachbereich Informatik, ehe sie in die Privatwirtschaft zum Telekommunikationsunternehmen Ooredoo Qatar wechselte.
Mit seiner Gründung im Jahr 2005 war Hessa al-Jaber Generalsekretärin des Obersten Rates für Informations- und Kommunikationstechnologie (ictQATAR). Während ihrer Amtszeit verantwortete sie die Modernisierung der IKT-Infrastruktur und die Planungen zur Gründung des nationalen Breitbandnetzes Qatar National Broadband Network (Q.NBN) sowie den Wettbewerb und die Liberalisierung des Telekommunikationsmarktes in Katar. Hessa al-Jaber forcierte die Gründung der Qatar Satellite Company (Es'hailSat), die im August 2013 Katars ersten Satelliten Es'hail 1 erfolgreich startete.
Im Juni 2013 wurde die Informatikerin als erste Ministerin für Informations- und Kommunikationstechnologie im Emirat Katar berufen. Sie war erst die dritte Frau im Emirat, die ein Ministerium leitete. Hessa al-Jaber verließ das Kabinett im Januar 2016, als ihr Ministerium im Rahmen eines Konsolidierungsprozesses mit dem Verkehrsministerium fusioniert wurde.
Am 22. Juni 2016 wurde sie als erste Frau des Emirats in den Aufsichtsrat eines international agierenden Unternehmens, des deutschen Volkswagenkonzerns, berufen. Bei den Vereinten Nationen ist sie zudem Mitglied in einer Kommission für digitale Entwicklung. Weitere Kontrollmandate hat sie im Gouverneursrat der Amerikanischen Schule von Doha und in der Finanzmarktbehörde von Katar inne.
Derzeit ist Hessa al-Jaber Vorsitzende von Trio Investment, einer Technologie-Investmentgesellschaft, die in innovative Technologien fördert, um Gesundheitsprobleme in der MENA-Region lösen zu helfen. Zudem ist sie Vorsitzende von Qatar Satellite Company (Es'hailSat) und der IT-Service-Behörde Malomatia.
Die Informatikerin gilt im Emirat Katar als Pionierin für Gleichberechtigung. Sie hatte den Anstoß gegeben, in Katar eine Universität zu gründen. „Diese sehen viele im Land als Zeichen des Aufbruchs. Waren Frauen noch vor Kurzem vom öffentlichen Leben weitgehend ausgeschlossen, so fällt ihnen heute eine Schlüsselrolle im Bildungssektor zu.“
Hessa al-Jaber ist Mutter von zwei Kindern.

## Auszeichnungen
Für ihre Leistungen und ihr öffentliches Engagement wurde Hessa al-Jaber im Dezember 2008 vom katarischen Innenministerium als Nationale Figur des Jahres geehrt. Das Arabian Business Magazine ernannte sie 2012 zu einer der 30 mächtigsten arabischen Frauen. Ein Jahr später wurde sie im selben Magazin unter den 500 wichtigsten Personen der arabischen Welt gelistet.
Die Internet Society berief Hessa al-Jaber für den Zeitraum 2013/2014 als eine der acht wichtigsten Personen weltweit in den Beirat der Internet Hall of Fame.